# Artogne
Artogne település Olaszországban, Lombardia régióban, Brescia megyében. Lakosainak száma 3568 fő (2023. január 1.). Artogne Darfo Boario Terme, Pezzaze, Pian Camuno, Rogno, Bovegno, Gianico és Pisogne községekkel határos.

## Népesség
A település népességének változása:
| Lakosok száma | 3668 | 3632 | 3568 |
|               | 2017 | 2018 | 2023 |